# 鶴谷昌隆
鶴谷 昌隆（つるや まさたか、1990年10月18日 - ）は、ジャパンラグビーリーグワン三菱重工相模原ダイナボアーズに所属するラグビーユニオン選手。

## プロフィール
- 青森県青森市出身。
- ポジションはロック(LO)、フランカー(FL)。
- 身長 186 cm、体重 100 kg。
- ニックネームはマサ。
- 7人制学生日本代表に選出されたことがある[1]。
- U20日本代表に選ばれたことがある。
- 双子の兄の知憲もラグビー選手[2] で現在チームメイト。

## 来歴
高校1年生からラグビーを始めた。
2009年、青森北高校卒業後、筑波大学に入学する。なお青森北高校時代、高校日本代表に選ばれ、第32回高校東西対抗試合の参加メンバーに選出された。
2012年、筑波大学ラグビー部の副将に就任した。
2013年、筑波大学卒業後、NTTコミュニケーションズシャイニングアークス(現・NTTコミュニケーションズ シャイニングアークス東京ベイ浦安)に加入。同年9月15日に行われたジャパンラグビートップリーグ第3節の豊田自動織機シャトルズ戦に先発出場で公式戦初出場を果たした。
2021年、三菱重工相模原ダイナボアーズに加入。